# Cuissarde
Cet article possède un paronyme, voir Cuissard.

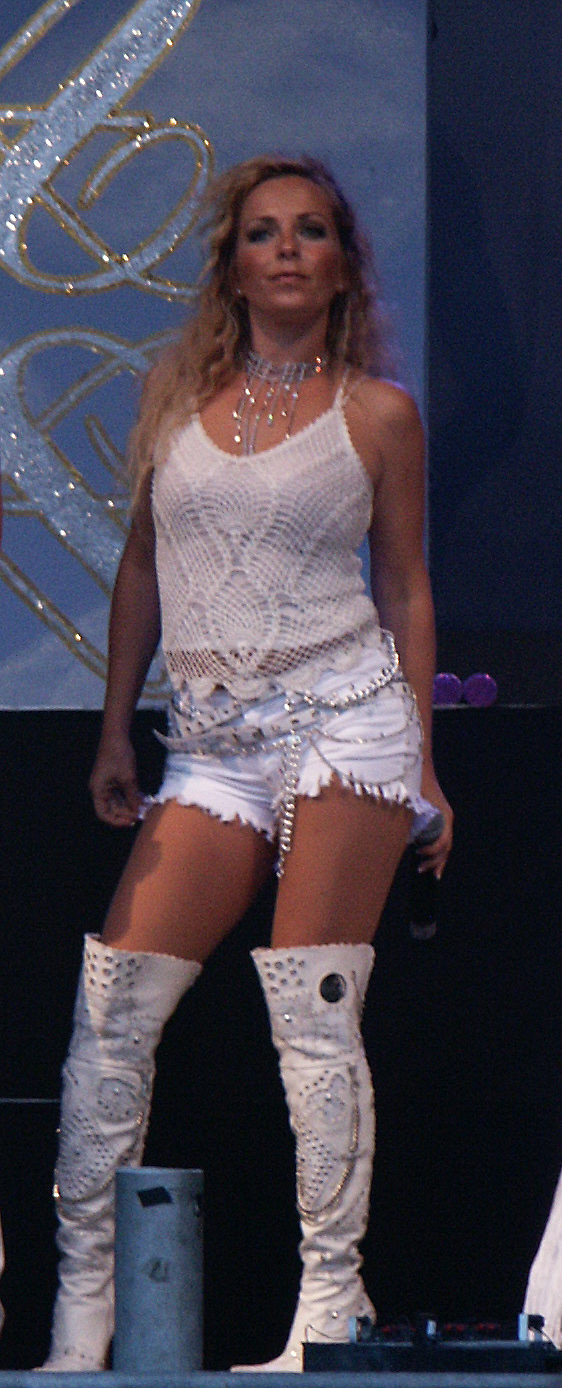
Avant de se généraliser au milieu des années 2000, elles restaient l'apanage des tenues de scène. Ici Tess Merkel en cuissardes et hot pants en concert (2004).

La cuissarde est une botte dont la tige monte au-dessus du genou, jusqu'à recouvrir la cuisse entière.

## Histoire

Paire de cuissarde au XVIIe siècle, ayant une fonction utilitaire de protection.

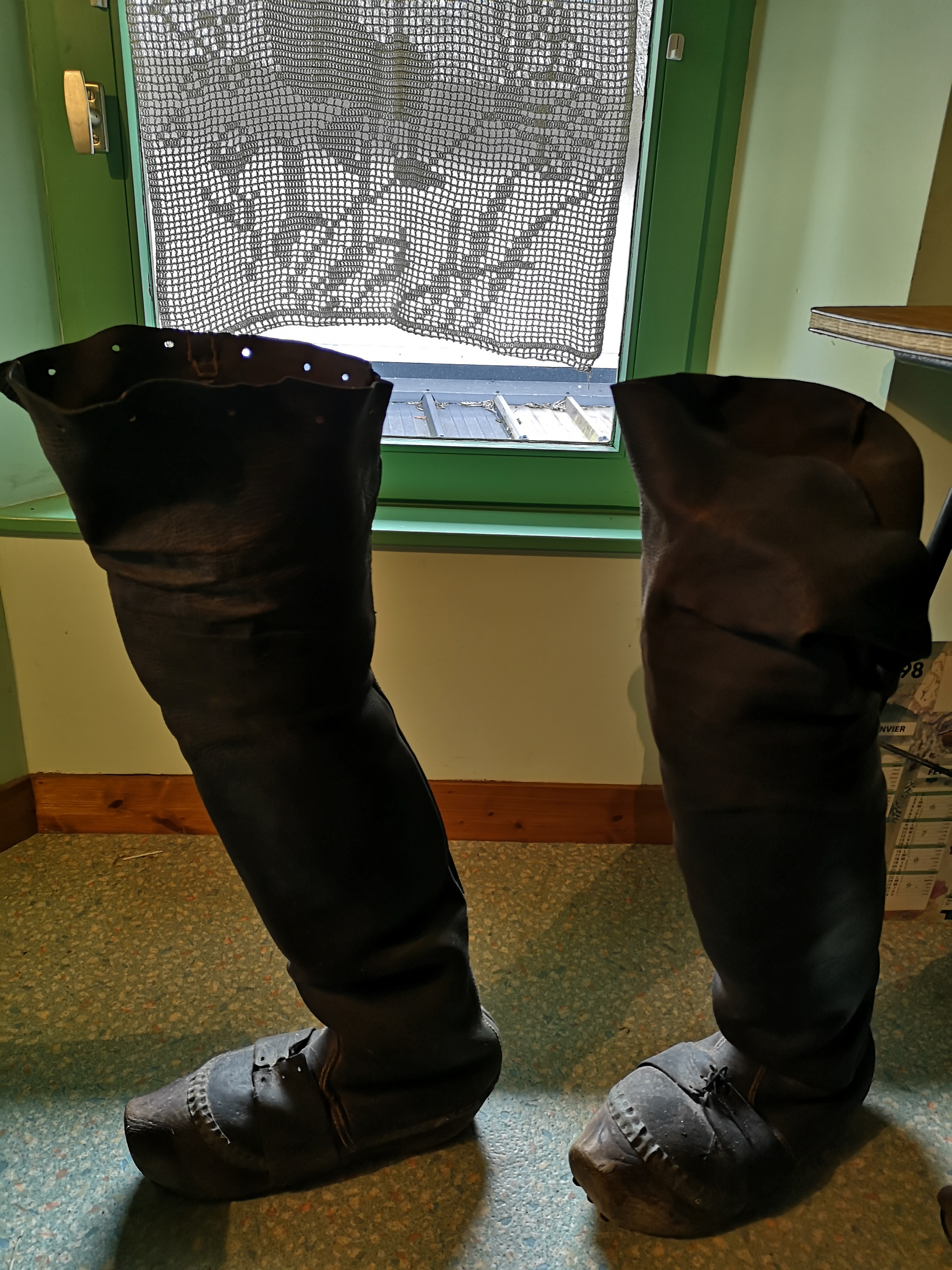
Anciennes cuissardes de garde-chasse en Brière.

Jusqu'au XIXe siècle, la cuissarde, née dans l'Antiquité, était réservée aux soldats et a une fonction exclusivement utilitaire : protéger la jambe. On peut en trouver également pour d'autres professions au XIXe siècle, par exemple les gardes-chasse sur des territoires marécageux ou les égoutiers, pour leurs activités .
À partir des années 1930, elle fait ses premiers pas comme objet de mode féminine. Elle connaitra un succès populaire au cours des années 1960 grâce notamment au fait que Brigitte Bardot en portait relativement souvent.

### Mode

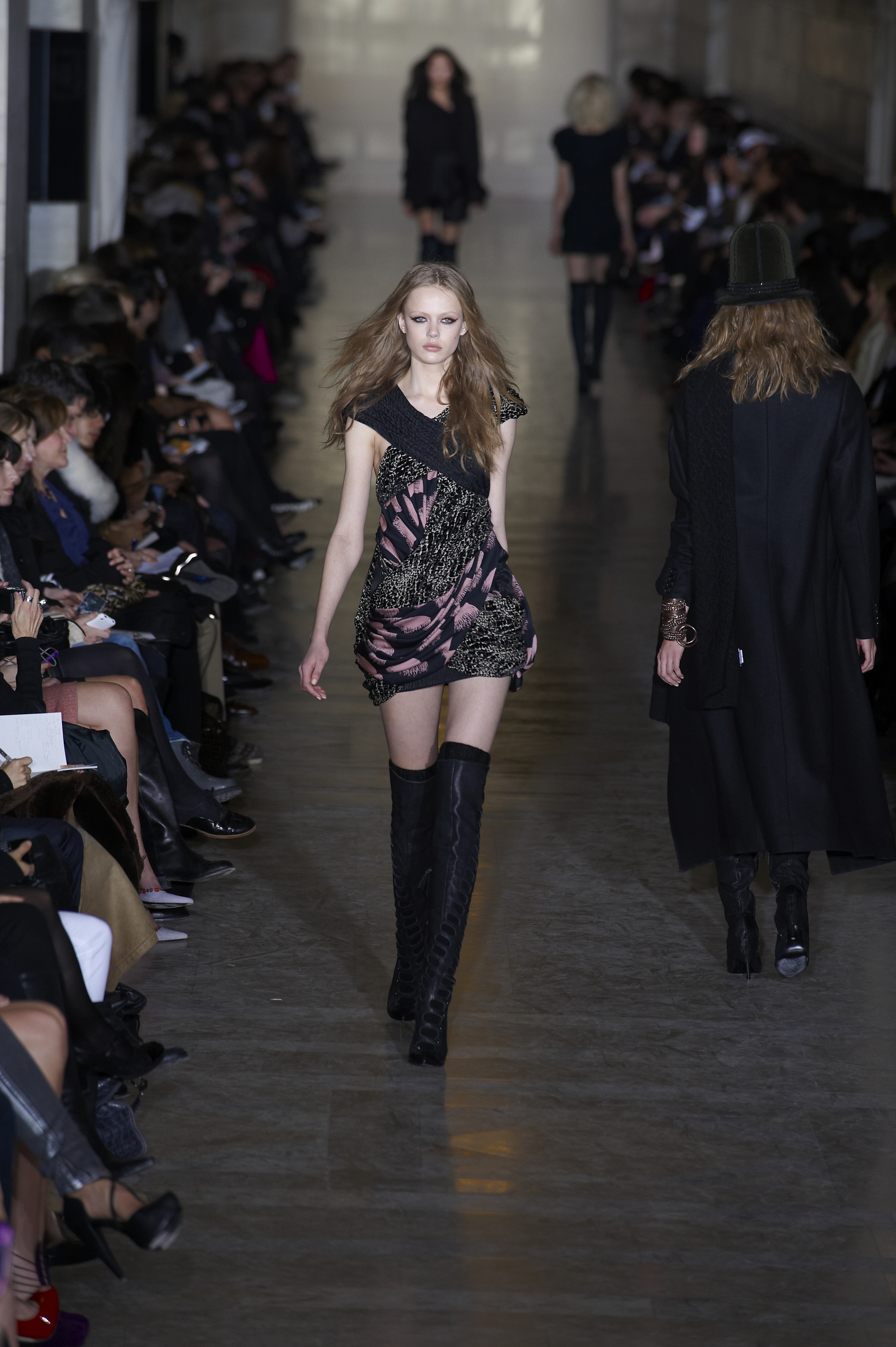
cuissardes Jill Stuart au défilé automne hiver 2010.

La cuissarde, à l'origine une protection de la jambe, devient un objet de mode dès les années 1930, à l'image de l'actrice Bette Davis qui l'adopte en 1933. Dans les années 1960, plusieurs créateurs tels Pierre Cardin, Paco Rabanne, ou Roger Vivier pour YSL, commercialisent des cuissardes : Brigitte Bardot, Sylvie Vartan ou Jane Birkin apparaissent ainsi vêtues. Les cuissardes étaient alors des bottes avec des hauteurs de talons entre 3 et 6 centimètres, environ. 
Durant la vague punk, Siouxsie apparait ainsi chaussée et Vivienne Westwood contribue avec sa boutique Sex à populariser l'esthétique sado-masochiste dont les cuissardes font partie.
Certains auteurs déclarent que la scène de Pretty Woman , en cuissardes bas de gamme en matière plastique à talon aiguille, aura largement contribué à nuire à l'image de ce type de bottes auprès des fashionistas. 
Devenues depuis les années 2000 un accessoire de mode courant, les cuissardes continuent à véhiculer une image péjorative pour un public qui associe la cuissarde à une mode érotique ou fétichiste.  
L'iconographie populaire les assimile dans leur version les plus vernaculaires, à la tenue des prostituées ou de dominatrices. À partir du début des années 2000, elles retrouvent grâce au yeux des stylistes des plus grandes maisons et participent de plus en plus aux défilés qu'elles pimentent par leur côté transgressif. Réhabilitées par le courant « porno chic » , elles font de créations par les grandes marques telles que Christian Louboutin, Jimmy Choo, Gucci et de Tom Ford, jusqu'à en devenir un symbole.
Même largement réhabilité par les grands stylistes au cours des années 2000, la cuissarde conservera une certaine connotation et demeure un objet de fantasme. Cet objet vestimentaire à l'odeur sulfureuse envahit les podiums dans les années 2010 dans des matières telles que le cuir mat ou verni et des couleurs sobres, comme chez Chanel, Tom Ford ou Maison Martin Margiela en 2013.
Quelque peu délaissées des collections au milieu des années 2010 en raison des préjugés restés coriaces à leur égard, les cuissardes reviennent, dans les années 2020, sur le devant de la scène pour devenir des accessoires chics et sexy. 

### Fétichisme

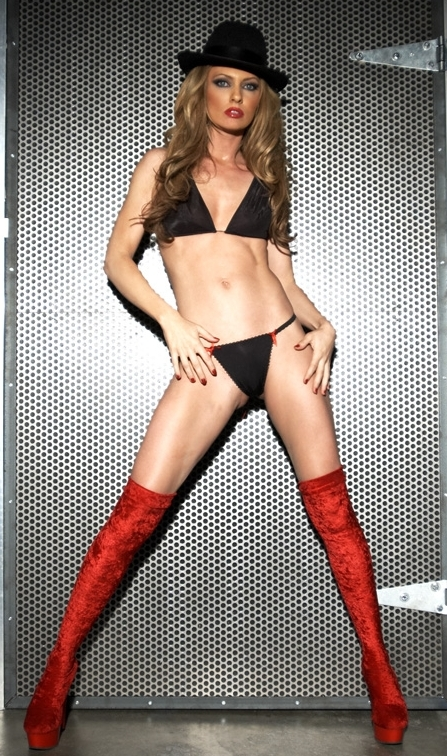
De la botte de scène ou du vêtement à connotation fétichiste, la cuissarde est devenue une It-pièce.

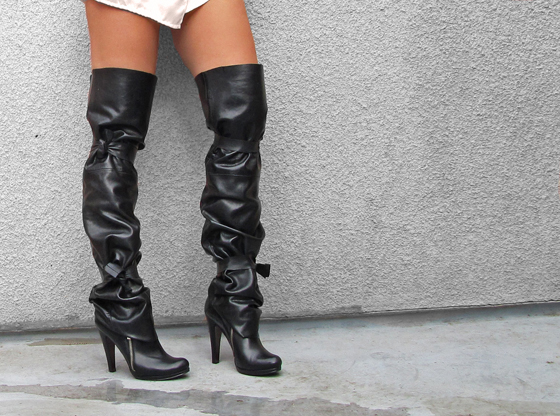
Cuissardes dans une version "slouchy boots" ou botte plissée.

Les cuissardes sont portées par des prostituées anglaises à Londres, à la fin du XIXe siècle. Elles furent considérées comme un accessoire symbole fétichiste, qui s'affirme à partir des années 1950, à l'époque où Irving Klaw les illustre dans ses photographies. Elles se généralisent ensuite dans la photographie fétichiste. En 1982, l'américain Bob Guccione photographie Corinne Alphen (en) portant une paire de cuissardes noires pour l'un des articles de son magazine Penthouse. La même année, Dwight Hooker photographie le mannequin Candy Loving pour le 25e anniversaire du magazine Playboy portant une paire de cuissardes blanches.
Elles sont également un composant de l'uniforme de la dominatrice.

## Description
Les hauteurs de tige varient et font prendre à ce genre de botte le nom de botte genouillère lorsque le genou seul est couvert, soit une hauteur de tige d'environ 45 centimètres jusqu'à 55 centimètres environ.
La cuissarde au sens propre du terme est une botte où la cuisse entière (jusqu'à l'aine) ou une partie seulement de la cuisse est couverte, soit une hauteur de tige allant de plus de 55 centimètres à environ 90 centimètres, pour les plus hautes.
Les cuissardes de qualité sont fabriquées en différents types de cuir : cuir lisse en veau par exemple ou cuir d'aspect daim appelé suede ou cuir verni. 
Elles peuvent être fermées ou non par une fermeture à glissière sur une partie - souvent sur la partie basse de la botte ou sur la totalité de la botte, pour faciliter son port.
Certains modèles peuvent être lacés sur toute la face avant de la cuissarde ou seulement sur la partie haute de la botte, soit au-dessus du genou. 
Les cuissardes peuvent également être seulement lacées sur la partie haute à l'arrière du modèle ou sur toute la hauteur de la tige, ce qui est toutefois assez rare. 
Certains modèles sont confectionnés, sur la face avant, avec des crochets ou des œillets, sur la partie basse de toute la tige ou sur toute la totalité de la tige. De tels modèles ont alors souvent une languette de cuir, située à l'intérieur de la botte, fixée au bas de la botte et remontant jusqu'à son sommet. Les deux bords de la cuissarde, reposant sur la partie qu'est la languette, sont reliés entre eux entre par des lacets.    
Les cuissardes en cuir avec des doublures faites également en cuir sont faites principalement notamment en Italie, au Portugal, en Espagne et en France (où toutefois, le nombre de fabricants se compte sur les doigts d' une main, en 2023, avec notamment une fabrique artisanale en Vendée - commune du Boupère -, fondée en 1922 et qui perdure toujours). Le coût de telles cuissardes est élevé et souvent supérieur à plus de six cents euros et peut aller jusqu'à mille quatre cents euros.  
Le talon des cuissardes peut être bas, du même genre que celui des bottes " cavalières " (soit environ 3 centimètres de hauteur), moyen (hauteur d'environ 5 à 7 centimètres), ou de forme " escarpin " (7 ou 8 centimètres) ou alors plus haut encore avec un talon supérieur à compter de 9 centimètres et allant au-delà. Il peut être droit ou incliné comme le talon dit cubain. Dans les années 2020, la plupart des modèles diffusés de cuissardes le sont avec des hauteurs de talon égales ou  supérieures à 7 centimètres, pouvant allant jusqu'à 13 ou 15 centimètres.
Comme les autres modèles de bottes, elles peuvent montées avec des semelles dites " plateformes "  dont la hauteur est variable  : entre environ 3 centimètres et 7 centimètres.
Les modèles de cuissardes, de moindre coût et de moindre qualité, sont réalisés dans divers matériaux synthétiques (du PVC notamment) ou dans des tissus. Les pays asiatiques ou les pays européens à coût faible de main d’œuvre fabriquent ce type de modèles. De tels modèles sont accessibles à des prix commençant à environ cent euros. 

## Iconographie et symbolisme dans les films
- En 1990, Pretty Woman, la protagoniste, Vivian Ward (jouée par Julia Roberts), qui est une prostituée, porte des cuissardes noires en PVC.
- En 2005, dans Combien tu m'aimes ? de Bertrand Blier, Monica Bellucci incarne une prostituée et porte également lors de certaines scènes des cuissardes en veau de couleur noire.
- En 2006, Le Diable s'habille en Prada, la protagoniste, Andy Sachs (jouée par Anne Hathaway), porte durant une petite partie du film des cuissardes noires en cuir. La garde-robe d'Andy pour cette scène ainsi que le reste du film a été faite par la costumière et styliste Patricia Field.

### Sources
- Valerie Steele (trad. de l'anglais), Fétiche : Mode, sexe et pouvoir [« Fetish, Fashion, Sex and Power »], Paris, Abbeville, mai 1997, 2e éd. (1re éd. 1996 Oxford University Press, New York), 203 p. (ISBN 2-87946-125-1)